# Lamprocryptidea ferruginator
Lamprocryptidea ferruginator är en stekelart som först beskrevs av Perty 1833.  Lamprocryptidea ferruginator ingår i släktet Lamprocryptidea och familjen brokparasitsteklar. Inga underarter finns listade i Catalogue of Life.